# Пшевуз-Старий
Пшевуз-Старий (пол. Przewóz Stary) — село в Польщі, у гміні Маґнушев Козеницького повіту Мазовецького воєводства.
Населення — 77 осіб (2011).

## Демографія
Демографічна структура станом на 31 березня 2011 року:
|          | Загалом | Допрацездатний вік | Працездатний вік | Постпрацездатний вік |
| -------- | ------- | ------------------ | ---------------- | -------------------- |
| Чоловіки | 40      | 6                  | 30               | 4                    |
| Жінки    | 37      | 5                  | 24               | 8                    |
| Разом    | 77      | 11                 | 54               | 12                   |